# Geragnostus
A Geragnostus a háromkaréjú ősrákok (Trilobita) osztályának az Agnostida rendjéhez, ezen belül az Agnostina alrendjéhez és a Metagnostidae családjához tartozó nem.

## Rendszerezés
A nembe az alábbi fajok tartoznak:
- Geragnostus boutouryensis
- Geragnostus crassus
- Geragnostus curvat
- Geragnostus intermedius
- Geragnostus languidus
- Geragnostus manifestus
- Geragnostus pusio
- Geragnostus yangtzeensis